# Cheick N'Diaye
Cheick Tidiane N'Diaye (Dakar, Senegal, 15 de febrero de 1985), futbolista y entrenador senegalés . Juega de portero y su actual equipo es el Stade Briochin francés en el que también ocupa el papel de entrenador de porteros. 

## Carrera
Empezó como profesional en 2005 en el Stade Rennes al que llegó después de militar en el Olympique Noisy-le-Sec. Era el tercer portero por lo que en la temporada 2007-08 es cedido al US Créteil y dos temporadas después al Paris FC pues a pesar de actuaciones destacables seguía ocupando plaza de suplente. Al final de la temporada 2013-2014, tras nueve años en el club, abandona el Rennes y se encontrará durante una temporada sin equipo. En junio de 2015 fichó por el CS Sedan que acababa de ascender a Championnat National.
Tras una temporada en el Sedan fichó por el Stade Briochin. En la temporada 2020-21, se convierte además en entrenador de porteros.

### Selección nacional
Ha sido internacional con la selección de fútbol de Senegal, ha jugado 10 partidos internacionales.

### Participaciones internacionales
| Mundial                        | Sede   | Resultado    |
| ------------------------------ | ------ | ------------ |
| Copa Africana de Naciones 2006 | Egipto | Semifinal    |
| Copa Africana de Naciones 2008 | Ghana  | Primera fase |

## Clubes
| Club                   | País    | Año       |
| ---------------------- | ------- | --------- |
| Olympique Noisy-le-Sec | Francia | 2004-2005 |
| Stade Rennes           | Francia | 2005-2014 |
| US Créteil (cedido)    | Francia | 2007-2008 |
| Paris FC (cedido)      | Francia | 2010-2011 |
| Sedan                  | Francia | 2015-2016 |
| Stade Briochin         | Francia | 2016-     |